# Besuk (Klabang)
Besuk is een bestuurslaag in het regentschap Bondowoso van de provincie Oost-Java, Indonesië. Besuk telt 2122 inwoners (volkstelling 2010).